# Relatos de Belzebu a seu Neto
Relatos de Belzebu a seu Neto é o primeiro volume do tudo e todos trilogia escrita pelo grego-georgiano místico G. I. Gurdjieff. A trilogia Do Todo e de Tudo também inclui Encontro com Homens Notáveis (publicado pela primeira vez em 1963) e A vida só é real quando "Eu Sou" (publicado pela primeira vez em privado em 1974).

## Objetivo e significado
O livro pretendia ser a principal ferramenta de estudo dos ensinamentos do Quarto Caminho de Gurdjieff. Como a ideia de "trabalho" de Gurdjieff é central para esses ensinamentos, Gurdjieff fez um grande esforço para aumentar o esforço necessário para lê-lo e entendê-lo. O próprio Gurdjieff disse uma vez: “Eu enterro o osso tão fundo que os cães têm que arranhar para procurá-lo”. O livro cobre muitos tópicos. É uma alegoria e um mito em uma forma literária própria.
Em seu prospecto para Do Todo e de Tudo, impresso no início de cada parte da trilogia, Gurdjieff afirma seu objetivo no primeiro volume de "destruir, sem piedade, sem quaisquer compromissos, na mentação e nos sentimentos do leitor, as crenças e pontos de vista, por séculos enraizados nele, sobre tudo o que existe no mundo".
Relatos de Belzebu está incluído no Os 100 livros mais influentes já escritos de Martin Seymour-Smith, com o comentário de que é '... a fusão mais convincente de Leste e pensamento ocidental [que] ainda não foi visto'.

## Resumo
Os Relatos de Belzebu usam o dispositivo de enquadramento das reflexões de um extraterrestre conhecido como Belzebu (que compartilha um nome com o demônio de mesmo nome, para seu neto Hassein, enquanto viajam pelo espaço em direção ao planeta natal de Belzebu, Karatas, na nave Karnak. Belzebu relata suas aventuras e sofrimentos entre os "seres de três cérebros" (humanos) do planeta Terra. Belzebu detalha a história, os costumes e a psicologia da humanidade e relata a teoria esotérica por trás do funcionamento do universo

### Autor
Gurdjieff foi o mais notável por apresentar o Quarto Caminho. Ele afirmou que os ensinamentos orientais trazidos por ele para o Ocidente expressavam a verdade encontrada em outras religiões antigas e ensinamentos de sabedoria relativos à autoconsciência na vida diária e ao lugar e papel da humanidade no universo. Isso pode ser resumido pelo título de sua terceira série de escritos: A vida só é real quando "Eu Sou, enquanto sua série completa de livros é intitulada Do Todo e de Tudo.

### Composição
Depois que Gurdjieff sofreu um grave acidente de carro em 1924, ele decidiu transmitir parte de seus ensinamentos teóricos escrevendo vários livros detalhados. Depois de muitos escritos e reescritas, o primeiro volume foi lançado sob o título Relatos de Belzebu para seu neto. Gurdjieff ditou principalmente os Relatos de Belzebu em russo e armênio entre 1924 e 1927, já que inicialmente ele foi incapaz de escrever pessoalmente por causa de sua condição após o acidente. Depois de perceber pelas várias leituras públicas de seus textos que aquelas pessoas que não estavam familiarizadas com sua forma de mentação e expressão não seriam capazes de entender nada, ele decidiu reescrever tudo por completo.
Detalhes de outras atividades de Gurdjieff enquanto escrevia o livro podem ser encontrados em seu terceiro livro Life Is Real Only Then, When 'I Am'.

### Leituras
Gurdjieff frequentemente fazia várias leituras de seus textos para alunos e estranhos. William Buehler Seabrook observou que Gurdjieff pediu a ele para convidar alguns de seus amigos para o apartamento de Gurdjieff, onde Gurdjieff deu uma leitura do manuscrito dos Relatos de Belzebu. Os ouvintes (incluindo o behaviorista John Watson, Lincoln Steffens, e George Seldes) ficaram aparentemente perplexos e impressionados.

## Personagens

### Personagens principais
Belzebu relata suas experiências passadas em um sistema solar chamado Ors (nosso sistema solar), onde ele foi banido por se rebelar contra Seu Infinito. Ele passou seu exílio na observação do sistema solar, e da Terra e dos humanos em particular. Ele visitou a Terra seis vezes e observou-a logo após sua criação até 1922. Por causa de sua ajuda na erradicação do sacrifício de animais na Terra, Belzebu foi perdoado de sua sentença.
Belzebu conta as histórias para seu neto Hassein enquanto eles viajam juntos na espaçonave Karnak para sua conferência em outro planeta, logo após seu retorno do exílio. Ele levou Hassein consigo para que pudesse usar seu tempo livre durante a viagem com o propósito de dar uma educação adequada ao seu neto. Hassein ouve as histórias do avô com paciência e admiração. Ahoon é um antigo servo devotado de Belzebu que o acompanha com Hassein ao longo da jornada espacial.
O nome Belzebu é uma renomeação hebraica depreciativa do deus cananeu pré-judaico Baal, que significa literalmente "Senhor Casa-mosca" (Baal-zevuv) (a referência judaica monoteísta a Baal era quase certamente pejorativa e passou a ser usada entre outros termos para Satanás. O nome aparece mais tarde como o nome de um demônio ou diabo, muitas vezes trocado por Belzebu), enquanto o nome Hassein tem a mesma raiz linguística com Husayn (em árabe: حسین). Sigmund Freud teorizou o Judaísmo e o Cristianismo como expressão de uma relação entre pai (Judaísmo) e filho (Cristianismo). Sob esta luz, a escolha de avô e neto de Gurdjieff sugere uma relação pré-judaica e pós-cristã.
A nave Karnak deriva seu nome de um famoso templo no Egito, localizado às margens do rio Nilo. Quando os humanos são liberados o suficiente para ascender através do conhecimento antigo, eles podem viajar pelo universo, daí o nome do templo para a nave espacial.

### Outros personagens principais
Mullah Nassr Eddin é um professor imparcial que tinha um ditado sábio para cada situação da vida.
Lentrohamsanin é um ser que destruiu todos os vestígios dos sagrados trabalhos e ensinamentos de Ashiata Shiemash.
Gornahoor Harharkh é um cientista do planeta Saturno especializado em elucidar as particularidades de Okidanokh, além de ser o amigo da essência de Belzebu.
O Arcanjo Looisos é o Arquiquímico - Médico do Universo que inventou o órgão especial Kundabuffer, que foi implantado na base da coluna vertebral humana para que não percebessem a realidade. A palavra original Kundabuffer foi em algum período da história transformada na palavra Kundalini. Looisos abordou Belzebu para o problema da prática generalizada de sacrifício de animais na Terra, cuja quantidade estava colocando em risco a formação de uma atmosfera na lua.
Belcultassi é o fundador da sociedade Akhaldan que era, e ainda é, incomparável em termos de conhecimento na Terra.
O rei Konuzion foi quem inventou o "Inferno" e o "Paraíso" como um meio de fazer as pessoas pararem de mascar ópio.
Choon-Kil-Tez e Choon-Tro-Pel são irmãos gêmeos chineses que redescobriram a lei das sete dobras e inventaram um aparelho chamado Alla-Attapan.
Hadji-Astvatz-Troov é um Derviche Bokhariano que está bem familiarizado com todas as leis das vibrações e seus efeitos.

### Indivíduos cósmicos santos
Ashiata Shiemash, São Buda, São Lama, São Jesus Cristo, São Moisés, São Maomé, São Kirminasha, São Krishnatkharna.

### Personagens menores e figuras históricas mencionadas
Leonardo da Vinci, Pitágoras, Alexandre da Macedônia, Menitkel, Darwin, Inácio, Mesmer, Mendelejeff, Vários Anjos, Vários Arcanjos e muitos outros.

### Palavras desconhecidas
Ao longo do livro, Gurdjieff deu certo significado a muitas de suas palavras originais, como Triamazikamno - lei dos três, Heptaparaparshinokh - lei das sete dobras, Solioonensius - certa lei cósmica e assim por diante. Não está claro se Gurdjieff inventou essas palavras ou aplicou certos conceitos a elas. Muitas dessas palavras têm raízes em línguas modernas, enquanto outras têm raízes em línguas antigas. Outra possibilidade é observada em A vida só é real quando "Eu Sou", onde Gurdjieff escreveu que acidentalmente aprendeu a palavra Solioonensius de um dervixe.
Gurdjieff aplicou essas palavras a conceitos menores, bem como a alguns conceitos importantes. Um dos principais conceitos é onde Gurdjieff aplica a palavra Hasnamuss a certos tipos de pessoas. De acordo com os Relatos de Belzebu, Hasnamuss é um ser que adquire "algo" que cria certos fatores prejudiciais para si mesmo, bem como para aqueles ao seu redor. De acordo com Gurdjieff, isso se aplica a "pessoas comuns", bem como àquelas que estão em "níveis superiores".
Esse "algo" se forma nos seres a partir das seguintes manifestações:
1. Todo tipo de depravação, tanto consciente quanto inconsciente;
2. O sentimento de autossatisfação por desencaminhar os outros;
3. A inclinação irresistível de destruir a existência de outras criaturas que respiram;
4. O desejo de se libertar da necessidade de atualizar o ser-esforços exigidos pela natureza;
5. O autocontentamento no uso do que não é pessoalmente merecido;
6. O esforço para não ser o que é.

## Dificuldade do texto
Gurdjieff fez um grande esforço para adicionar camadas e mais camadas de complexidade ao livro. Às vezes seco, prolixo ou aparentemente ridículo, Gurdjieff também acrescentou uma série de palavras e frases longas que aparecem frequentemente ao longo do texto. Muitas vezes, a definição dessas palavras é dada posteriormente no texto, o que requer funcionalmente mais de uma leitura do texto. Gurdjieff acreditava que o conhecimento que vem sem nenhum esforço do aluno é inútil. Ele acreditava que o verdadeiro conhecimento vem de experiências pessoais e confrontos individuais atualizados pelas próprias intenções.
O primeiro capítulo, intitulado "O Despertar do Pensamento", foi editado ou reescrito por Gurdjieff trinta vezes. Gurdjieff exporia uma das ideias mais controversas do livro em um capítulo anterior intitulado "O arqui-absurdo: de acordo com a afirmação de Belzebu, nosso Sol nem acende nem aquece".
Uma das principais críticas de Gurdjieff à sociedade moderna, expressa com bastante clareza até mesmo para o leitor casual neste volume em particular, é a inexatidão da linguagem moderna.
A complexidade e a extensão deste livro limitaram os leitores apenas àqueles que estão interessados nas ideias de Gurdjieff. Assim, também limitou significativamente as críticas a ele.